# Cladocarpus distans
Cladocarpus distans är en nässeldjursart som först beskrevs av Nutting 1900.  Cladocarpus distans ingår i släktet Cladocarpus och familjen Aglaopheniidae. Inga underarter finns listade i Catalogue of Life.